# Bara Stefan & Krister bara
Bara Stefan & Krister bara är en film från augusti 1998 inspelad på Skövde stadsteater vid en turné 1997, i vilken produktion duon och komikerna Stefan & Krister (Stefan Gerhardsson och Krister Classon, då Claesson) för första gången medverkat ensamma. Detta för att göra ett nyskapat framträdande från sina första år tillsammans som trubadurer och komiker under början och mitten på 1980-talet, som övergick i revyspel och filmatiseringar med miljonpublik.
DVD-utgåvan av Bara Stefan & Krister bara innehåller 1992 års turnéinspelning, vid Lisebergshallen, av Sommarbuskis som bonusmaterial.